# Абдульменев Масабіх
Абдульме́нев Масабі́х (*30 грудня 1905 — †24 серпня 1980) — передовик промислового виробництва, новатор. Один з організаторів стаханівського руху на Іжевському машинобудівному заводі.
Народився 1905 року в селищі Іжевський завод Сарапульського повіту В'ятської губернії. В 1919—1968 роках працював робітником на Іжевському зброярському (з 1939 року — машинобудівному) заводі. Учасник 17-ї крайової наради стахановців у місті Кіров 1936 року. У роки Другої світової війни ініціатор руху багатоверстатників — обслуговуючи до 15 верстатів, виконував щоденно по 5 та більше норм. Навчав десятки молодих робітників. В 1954 році був командирований до КНДР для надання технічної допомоги у новому виробництві. Нагороджений орденами Леніна (1957), Червоного Прапора (1939) та медалями.